# جون راسيل يونغ
جون راسيل يونغ (بالإنجليزية: John Russell Young)‏ هو صحفي ودبلوماسي وأمين مكتبة الكونغرس وكاتب ومراسل أمريكي، ولد في 20 نوفمبر 1840 في مقاطعة تيرون في المملكة المتحدة، وتوفي في 17 يناير 1899 في واشنطن العاصمة في الولايات المتحدة بسبب مرض برايت.